# Москаленки (Шосткинський район)
Москаленки́ — село в Україні, у Глухівській міській громаді Шосткинського району Сумської області. Населення становить 86 осіб. До 2020 орган місцевого самоврядування — Привільська сільська рада.

## Географія
Село Москаленки розташоване на відстані 2.5 км від річки Есмань, за 1 км від села Привілля та за 6 км від міста Глухів.

## Історія
12 червня 2020 року, відповідно до розпорядження Кабінету Міністрів України № 723-р «Про визначення адміністративних центрів та затвердження територій територіальних громад Сумської області», село увійшло до складу Глухівської міської громади.
19 липня 2020 року, в результаті адміністративно-територіальної реформи та ліквідації Глухівського району, село увійшло до складу новоутвореного Шосткинського району.